# Bammarboda
Bammarboda is een plaats in de gemeente Österåker in het landschap Uppland en de provincie Stockholms län in Zweden. De plaats heeft 204 inwoners (2005) en een oppervlakte van 79 hectare.